# Circunferencia goniométrica

La circunferencia unidad y el triángulo rectángulo asociado.

La circunferencia goniométrica, trigonométrica, unitaria, es una circunferencia de radio uno, normalmente con su centro en el origen (0, 0) de un sistema de coordenadas, de un plano euclídeo o complejo.
Dicha circunferencia se utiliza con el fin de poder estudiar fácilmente las razones trigonométricas y funciones trigonométricas, mediante la representación de triángulos rectángulos auxiliares.  
Si (x, y) es un punto de la circunferencia unidad del primer cuadrante, entonces x e y son las longitudes de los catetos de un triángulo rectángulo cuya hipotenusa tiene longitud 1. Aplicando el teorema de Pitágoras, a y b
Satisfacen la ecuación:
{\displaystyle x^{2}+y^{2}=1=} radio = hipotenusa.

## Funciones trigonométricas en la circunferencia unitaria
Si (x, y) es un punto de la circunferencia unidad, y el radio que tiene el origen en (0, 0), forma un ángulo {\displaystyle \alpha \,} con el eje X, las principales funciones trigonométricas se pueden representar como razón de segmentos asociados a triángulos rectángulos auxiliares, de la siguiente manera:
El seno es la razón entre el cateto opuesto (a) y la hipotenusa (c)
{\displaystyle \operatorname {sen}(\alpha )={\frac {a}{c}}}
y dado que la hipotenusa es igual al radio, que tiene valor = 1, se deduce:
{\displaystyle \operatorname {sen}(\alpha )=a\,}
El coseno es la razón entre el cateto adyacente (b) y la hipotenusa (c)
{\displaystyle \cos(\alpha )={\frac {b}{c}}}
y como la hipotenusa tiene valor = 1, se deduce:
{\displaystyle \cos(\alpha )=b\,}
La tangente es la razón entre el cateto opuesto y el adyacente

Principales valores de las razones trigonométricas representados como segmentos respecto de la circunferencia goniométrica.

Valores de los ángulos más comunes y las coordenadas correspondientes sobre la circunferencia goniométrica.

{\displaystyle \tan(\alpha )={\frac {a}{b}}}
Por semejanza de triángulos: {\displaystyle {\frac {AE}{AC}}={\frac {OA}{OC}}}
como {\displaystyle OA=1,} se deduce que: {\displaystyle AE={\frac {AC}{OC}}}
{\displaystyle \tan(\alpha )={\overline {AE}}\,}

### Funciones trigonométricas recíprocas.
La cosecante, la secante y la cotangente, son las razones trigonométricas recíprocas del seno, coseno y tangente:
{\displaystyle \csc(\alpha )={\frac {1}{\operatorname {sen}(\alpha )}}={\overline {OF}}}
{\displaystyle \sec(\alpha )={\frac {1}{\cos(\alpha )}}={\overline {OE}}}
{\displaystyle \cot(\alpha )={\frac {1}{\tan(\alpha )}}={\overline {AF}}}
Los valores de la cotangente, la secante y la cosecante se obtienen, análogamente, mediante semejanza de triángulos.

## Topología
En topología, a la circunferencia unitaria (también denominado disco unidad) se la clasifica como {\displaystyle S^{1}}; la generalización para una dimensión más es la esfera unidad {\displaystyle S^{2}}.